# Dzintars Lācis
Dzintars Lācis (18 de maio de 1940 — 17 de novembro de 1992) foi um ciclista letão.
Competiu pela União Soviética nos Jogos Olímpicos de Verão de 1964 e 1968 na prova de perseguição por equipes (4 000 m) e terminou em quinto e quarto lugar, respectivamente.